# 六氟环丙烷
六氟环丙烷是一种有机化合物，化学式为C3F6。它和碘于155 °C反应，可以得到1,1,2,2,3,3-六氟-1,3-二碘丙烷。和一氯化碘反应，生成开环的氯碘代产物、二氯代产物和二碘代产物。它和其它卤素或互卤化物可以发生类似反应。